# 天使の顔につばを吐け
「天使の顔につばを吐け」（てんしのかおにつばをはけ）は、1978年10月21日にCBS・ソニーから発売された川﨑麻世5枚目のシングル。

## 収録曲
全曲作詞：阿木燿子 作曲：宇崎竜童 編曲：萩田光雄
1. 天使の顔につばを吐け
2. タブー・ラブ